# Mistrzostwa Świata Juniorów w Short Tracku 2013
Mistrzostwa świata juniorów w short tracku 2013 odbyły się w Warszawie w Polsce w dniach 22-24 lutego.

## Reprezentacja Polski

### kobiety
- Natalia Maliszewska (Juvenia Białystok) – 12. (500 m), 15. (1000 m), 36. (1500 m)
- Nicole Mazur – 19. (500 m), 24. (1000 m), 39. (1500 m)
- Oliwia Gawlica (AZS Opole) – 28. (500 m), 36. (1000 m), 24. (1500 m)

### mężczyźni
- Szymon Wilczyk (Juvenia Białystok) – 11. (500 m), 16. (1000 m), 15. (1500 m)
- Rafał Grycner (Stoczniowiec Gdańsk) – 26. (500 m), 49. (1000 m), 36. (1500 m)
- Wojciech Kamieński – 27. (500 m), PEN. (1000 m), 44. (1500 m)

## Klasyfikacja medalowa
| Lp. | Kraj             | Złoto | Srebro | Brąz | Razem |
| 1   | Korea Południowa | 7     | 6      | 3    | 16    |
| 2   | Chiny            | 3     | 3      | 3    | 9     |
| 3   | Kanada           | 0     | 1      | 0    | 1     |
| 4   | Australia        | 0     | 0      | 1    | 1     |
| 5   | Japonia          | 0     | 0      | 1    | 1     |
| 6   | Rosja            | 0     | 0      | 1    | 1     |
| 6   | Węgry            | 0     | 0      | 1    | 1     |

## Medaliści
| Konkurencja | Złoto                            | Srebro                           | Brąz                              |
| Mężczyźni   |                                  |                                  |                                   |
| 500 metrów  | Park Se-yeong · Korea Południowa | Han Tianyu · Chiny               | Kim Byung-joon · Korea Południowa |
| 1000 metrów | Han Tianyu · Chiny               | Park Se-yeong · Korea Południowa | Shaolin Sándor Liu · Węgry        |
| 1500 metrów | Park Se-yeong · Korea Południowa | Lee Hyo-been · Korea Południowa  | Kim Byung-joon · Korea Południowa |
| Wielobój    | Park Se-yeong · Korea Południowa | Han Tianyu · Chiny               | Lee Hyo-been · Korea Południowa   |
| Sztafeta    | Korea Południowa                 | Kanada                           | Japonia                           |
| Kobiety     |                                  |                                  |                                   |
| 500 metrów  | Han Yutong · Chiny               | Xiao Han · Chiny                 | Lin Yue · Chiny                   |
| 1000 metrów | Kim A-lang · Korea Południowa    | Noh Do-hee · Korea Południowa    | Han Yutong · Chiny                |
| 1500 metrów | Noh Do-hee · Korea Południowa    | Kim A-lang · Korea Południowa    | Deanna Lockett · Australia        |
| Wielobój    | Noh Do-hee · Korea Południowa    | Kim A-lang · Korea Południowa    | Han Yutong · Chiny                |
| Sztafeta    | Korea Południowa                 | Chiny                            | Rosja                             |